# 島津忠備
島津 忠備（しまづ ただみつ、1891年（明治24年）5月24日 - 1928年（昭和3年）6月5日）は、明治時代から昭和時代の華族（男爵）。旧鹿児島藩主島津家一族。

## 経歴
公爵・島津忠義の五男として生まれる。通称は富次郎。1893年、2歳にして分家し特旨を以て華族に列し男爵を授けられた。1917年、東京帝国大学工科大学火薬科を卒業する。その後アメリカに渡航した。帰国後、農商務省東京工業試験所技師となった。キシライト株式会社の監査役に就任した。

## 家族
- 妻 愛子（旧足利藩主戸田忠雄子爵の長女）1896年 - 1984年[5]
  - 長男 備愛（男爵を襲爵。理学博士、海軍技術大尉）1918年8月 - [6]
  - 長男妻 多紀子（海軍中将桑折英三郎の娘）1926年 -
    - 孫 光明 1950年 -　
    - 孫 智明 1960年 -